# Palneca
Palneca [palnɛka] est une commune française située dans la circonscription départementale de la Corse-du-Sud et le territoire de la collectivité de Corse. Elle appartient à la microrégion du Taravo.

## Urbanisme

### Typologie
Au 1er janvier 2024, Palneca est catégorisée commune rurale à habitat dispersé, selon la nouvelle grille communale de densité à sept niveaux définie par l'Insee en 2022.
Elle est située hors unité urbaine. Par ailleurs la commune fait partie de l'aire d'attraction d'Ajaccio, dont elle est une commune de la couronne,. Cette aire, qui regroupe 79 communes, est catégorisée dans les aires de 50 000 à moins de 200 000 habitants,.

### Occupation des sols
L'occupation des sols de la commune, telle qu'elle ressort de la base de données européenne d’occupation biophysique des sols Corine Land Cover (CLC), est marquée par l'importance des forêts et milieux semi-naturels (99,3 % en 2018), une proportion sensiblement équivalente à celle de 1990 (100 %). La répartition détaillée en 2018 est la suivante : 
forêts (77,4 %), milieux à végétation arbustive et/ou herbacée (12,5 %), espaces ouverts, sans ou avec peu de végétation (9,4 %), zones urbanisées (0,7 %). L'évolution de l’occupation des sols de la commune et de ses infrastructures peut être observée sur les différentes représentations cartographiques du territoire : la carte de Cassini (XVIIIe siècle), la carte d'état-major (1820-1866) et les cartes ou photos aériennes de l'IGN pour la période actuelle (1950 à aujourd'hui).

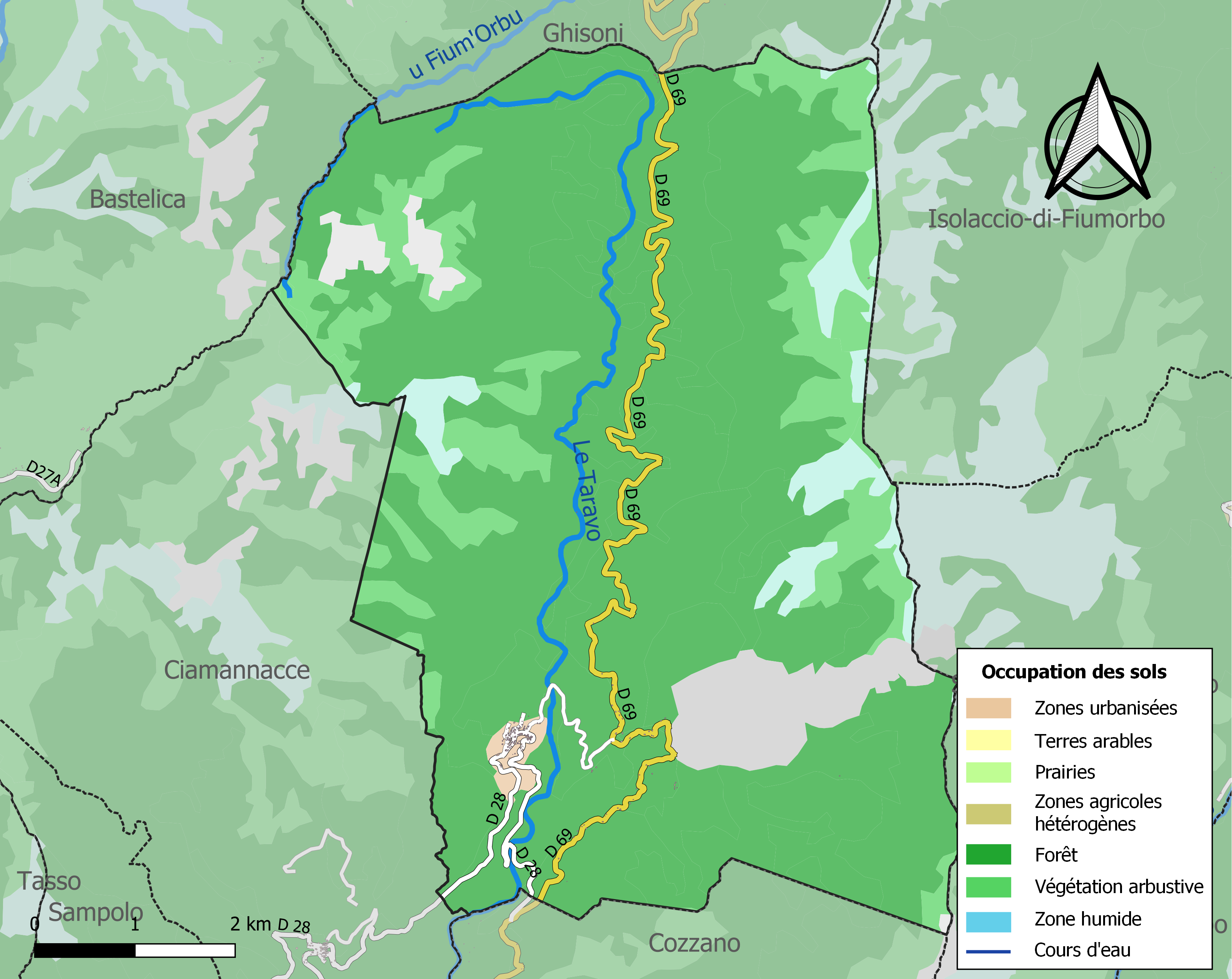
Carte des infrastructures et de l'occupation des sols de la commune en 2018 (CLC).

## Histoire
Dépendant de Ciamannacce jusqu'au début du XIXe siècle, Palneca aurait été fondé par deux frères nommés Bartolo et Santo qui engendrèrent les deux noms de familles du village, Bartoli et Santoni. Deux quartiers du village portent d'ailleurs leurs noms, « Bartolu » et « i Santoni ».
Palneca est le village où le curé Carlo Giovanni Bartoli fut exécuté pour avoir dissimulé chez lui l'arsenal des insurgés corses après la conquête de l'île par Louis XV.
Le légendaire bandit Joseph Bartoli est mort mystérieusement au maquis, en 1931, après y avoir fait régner la terreur dans la région pendant des années.

## Toponymie
En corse, la commune se nomme Palleca.

## Politique et administration
| Période                                  | Période  | Identité       | Étiquette | Qualité          |
| ---------------------------------------- | -------- | -------------- | --------- | ---------------- |
| avant 1988                               | En cours | Paulin Santoni |           | Agent immobilier |
| Les données manquantes sont à compléter. |          |                |           |                  |

## Démographie
L'évolution du nombre d'habitants est connue à travers les recensements de la population effectués dans la commune depuis 1800. Pour les communes de moins de 10 000 habitants, une enquête de recensement portant sur toute la population est réalisée tous les cinq ans, les populations de référence des années intermédiaires étant quant à elles estimées par interpolation ou extrapolation. Pour la commune, le premier recensement exhaustif entrant dans le cadre du nouveau dispositif a été réalisé en 2005.

En 2022, la commune comptait 133 habitants, en évolution de −17,9 % par rapport à 2016 (Corse-du-Sud : +7,61 %, France hors Mayotte : +2,11 %).
| 1800 | 1806 | 1821 | 1831 | 1836 | 1841 | 1846 | 1851 | 1856 |
| ---- | ---- | ---- | ---- | ---- | ---- | ---- | ---- | ---- |
| 400  | 425  | 472  | 502  | 478  | 646  | 718  | 704  | 669  |

| 1861 | 1866 | 1872 | 1876 | 1881  | 1886  | 1891  | 1896  | 1901  |
| ---- | ---- | ---- | ---- | ----- | ----- | ----- | ----- | ----- |
| 775  | 840  | 943  | 959  | 1 022 | 1 202 | 1 224 | 1 295 | 1 408 |

| 1906  | 1911  | 1921  | 1926  | 1931  | 1936  | 1946  | 1954  | 1962 |
| ----- | ----- | ----- | ----- | ----- | ----- | ----- | ----- | ---- |
| 1 681 | 1 650 | 1 950 | 1 729 | 1 805 | 1 759 | 1 552 | 1 882 | 408  |

| 1968 | 1975 | 1982 | 1990 | 1999 | 2005 | 2006 | 2010 | 2015 |
| ---- | ---- | ---- | ---- | ---- | ---- | ---- | ---- | ---- |
| 378  | 276  | 204  | 147  | 156  | 152  | 152  | 163  | 163  |

| 2020 | 2022 | - | - | - | - | - | - | - |
| ---- | ---- | - | - | - | - | - | - | - |
| 134  | 133  | - | - | - | - | - | - | - |

## Lieux et monuments
- Chapelle de Saint-Antoine dans la forêt domaniale du même nom. Fête et pèlerinage le 28 juillet.

## Personnalités liées à la commune
- René-Paul Cerdan, ditu « U Mytho », mythomane accompli qui se fit passer pour un grand bandit de la région durant la Guerre d'Algérie.
- Carlo Giovanni Bartoli, curé, résistant à la présence française après la défaite de Ponte Novu, a été arrêté et exécuté, avec d'autres parents pour avoir détenu des armes et munitions à son domicile.
- Joseph Bartoli, dit « Ghjaseppu Manetta », maire de Palneca en 1882, célèbre pour ses fraudes électorales (un des ancêtres de la chanteuse Jenifer Bartoli). Une chanson célèbre, intitulée Manetta[12], glorifie sa réussite sociale liée à son action politique anti-bonapartiste.
- Joseph Bartoli, bandit. Petit-fils du précédent, appelé aussi « Manetta » tué dans la forêt de Verde en 1931 par son propre cousin surnommé « Toto Badonu » et non par un industriel du bois qu'il rançonnait comme souvent annoncé.

Il avait interdit aux forces de l'ordre l'entrée dans Palneca et signait ses missives d’un sceau où était inscrit « joseph BARTOLI - bandit à Palneca ».
Le village a ensuite été assiégé avec des auto-mitrailleuses, et investi par les gardes mobiles qui ont procédé à de nombreuses arrestations de complices aussi bien à Palneca que dans les autres villages du canton,.
- Titus Bartoli, résistant communiste, faisait partie le 22 octobre 1941 des fusillés de Châteaubriant[15]. Guy Moquet était le plus jeunes des fusillés et Titus Bartoli le plus âgé (58 ans). Une rue du village de Palneca porte son nom.
- Jenifer Bartoli, la chanteuse gagnante de la première édition de Star Academy, en est originaire. In extenso, Palneca est le village d'origine des familles Bartoli et Santoni (qui sont issues selon la légende de deux frères Bartolu et Santu) ainsi que des familles Foata et Mondoloni (qui y ont fait souche en s'unissant avec des Bartoli et Santoni dès la première décennie du XIXe siècle).
- Marion Bartoli, joueuse de tennis française dont la famille est originaire de Palneca.